# جوزيف كامغا
جوزيف كامغا (بالفرنسية: Joseph Kamga)‏ (مواليد 17 أغسطس 1953) هو لاعب كرة قدم. يلعب مع منتخب الكاميرون لكرة القدم. سبق له أن لعب في كأس العالم لكرة القدم مع منتخب بلاده.

## روابط خارجية
- جوزيف كامغا على موقع الاتحاد الدولي (مؤرشف)  (الإنجليزية)
- جوزيف كامغا على موقع قاعدة بيانات كرة القدم.إي يو (الإنجليزية)
- جوزيف كامغا على موقع ناشيونال فوتبول تيمز (الإنجليزية)